# Matej Vidović
Matej Vidović (Zagabria, 14 aprile 1993) è uno sciatore alpino croato.

## Biografia
Slalomista puro attivo in gare FIS dal novembre del 2008, Vidović ha esordito ai Campionati mondiali a Garmisch-Partenkirchen 2011, dove si è classificato 51º, in Coppa del Mondo il 5 gennaio 2012 a Zagabria Sljeme, senza completare la prova, e in Coppa Europa il 24 novembre 2012 a Levi (27º); l'anno dopo ai Mondiali di Schladming 2013 si è classificato 33º. Ha debuttato ai Giochi olimpici invernali a Soči 2014, classificandosi 28º; ai successivi Mondiali di Vail/Beaver Creek 2015 si è piazzato 26º.
Il 16 gennaio 2016 ha colto a Zell am See il suo primo podio in Coppa Europa (3º) e il giorno successivo la prima vittoria, nella medesima località; ai Mondiali di Sankt Moritz 2017 è stato 35º e ai XXIII Giochi olimpici invernali di Pyeongchang 2018 non ha completato la gara. L'anno dopo ai Mondiali di Åre 2019 è stato 32º, mentre a quelli di Cortina d'Ampezzo 2021 si è classificato 12º. Ai XXIV Giochi olimpici invernali di Pechino 2022 si è piazzato al 20º posto, ai Mondiali di Courchevel/Méribel 2023 al 36º e a quelli di Saalbach-Hinterglemm 2025 al 22º.

## Palmarès

### Coppa del Mondo
- Miglior piazzamento in classifica generale: 88º nel 2019

### Coppa Europa
- Miglior piazzamento in classifica generale: 4º nel 2018
- Vincitore della classifica di slalom speciale nel 2018
- 10 podi:
  - 4 vittorie
  - 4 secondi posti
  - 2 terzi posti

#### Coppa Europa - vittorie
| Data             | Località    | Paese    | Specialità |
| ---------------- | ----------- | -------- | ---------- |
| 17 gennaio 2016  | Zell am See | Austria  | SL         |
| 11 gennaio 2017  | Zell am See | Austria  | SL         |
| 13 dicembre 2017 | Obereggen   | Italia   | SL         |
| 16 febbraio 2018 | Jaun        | Svizzera | SL         |

Legenda:

SL = slalom speciale

### Nor-Am Cup
- Miglior piazzamento in classifica generale: 6º nel 2024
- Vincitore della classifica di slalom speciale nel 2024 e nel 2025
- 8 podi:
  - 3 vittorie
  - 4 secondi posti
  - 1 terzo posto

#### Nor-Am Cup - vittorie
| Data           | Località       | Paese       | Specialità |
| -------------- | -------------- | ----------- | ---------- |
| 4 gennaio 2024 | Burke Mountain | Stati Uniti | SL         |
| 19 marzo 2025  | Sugarloaf      | Stati Uniti | SL         |
| 20 marzo 2025  | Sugarloaf      | Stati Uniti | SL         |

Legenda:

SL = slalom speciale

### Campionati croati
- 7 medaglie:
  - 5 ori (slalom speciale nel 2015; slalom speciale nel 2016; slalom speciale nel 2018; slalom speciale nel 2019; slalom speciale nel 2021)
  - 2 bronzi (slalom speciale nel 2009; slalom speciale nel 2023)